# Procambarus escambiensis
Procambarus escambiensis är en sötvattenlevande kräfta som lever endemiskt i USA.